# Nights on Broadway
«Nights on Broadway» es una canción escrita por The Bee Gees para el álbum Main Course en 1975. Fue el segundo hit lanzado del álbum, que siguió inmediatamente al hit #1 "Jive Talkin'".
Si bien "Nights on Broadway" no alcanzó la posición en las listas que su predecesor, presentó la voz de falsete en tono alto de Barry Gibb en el coro. Fue un punto importante en el estilo de los Bee Gees siendo el R&B y el Funk que definieron el sonido de esta canción como inicio del progreso hacia la era disco, escribiendo canciones en su mayoría cantadas por Barry en falsete. El no supo de su especial "talento" hasta que el productor Arif Mardin preguntó que si dentro del grupo podía alguien intentar hacer algún tipo de Grito durante el coro principal. Barry hizo un falsete poco producido y exitoso en canciones como "Melody Fair" del álbum Odessa. Esta vez Barry lo intentó nuevamente, y como resultado nació el legendario falsete que se convertiría en una marca registrada del sonido de los Bee Gees. En la versión grabada en estudio hubo falsete por parte de Maurice también pero Barry como principal, sin embargo en las presentaciones en vivo era siempre Maurice quien se hacía cargo de los falsetes en nota alta mientras Barry cantaba la melodía principal.
"Nights on Broadway" alcanzó la posición #7 en el Billboard Hot 100 de Estados Unidos.
Jimmy Fallon y Justin Timberlake, imitaron a Barry y Robin Gibb respectivamente, en el sketch llamado "The Barry Gibb Talk Show", del show televisivo norteamericano Saturday Night Live. El tema principal del sketch contenía la misma melodía, incluso parte de la letra de la canción.
- Datos: Q721562